# Bactrocera yorkensis
Bactrocera yorkensis
 es una especie de insecto díptero que Drew, Hancock y Romig describió científicamente por primera vez en 1999. Esta especie pertenece al género Bactrocera de la familia Tephritidae.  